# 土井美夫
土井美夫（どい よしお、1901年 - 1986年）は日本の植物学者である。
広島県尾道市出身、広島高等師範学校付属臨時教育育成養成所を卒業し、鹿児島県、広島県で中学、高校の教員を務めた。鹿児島県旧制伊集院中学の教員、教頭時代などに多くの新種の植物を採集した(沖縄、台湾等でも採取を行った)。鹿児島を訪れた天皇へご進講した。後に、広島県山中女子師範学校等に勤務。原爆投下時、２.５㎞地点で被爆した。長年にわたり採集、分類した多くの標本は、広島大学の宮島分所に保管されている。著書に、『薩摩植物誌』（文明堂書店、1926年-1931年）、『広島県植物目録』（博新館、1983年）(広島県の植物目録として、初期のものである。)がある。
ネコノメソウ属の種、 ツクシネコノメソウの学名（Chrysosplenium Doianum Ohwi、Chrysosplenium rhabdospermum Maxim.のシノニム）に献名された。